# Lomaptera meridionalis
Lomaptera meridionalis är en skalbaggsart som beskrevs av Valck Lucassen 1961. Lomaptera meridionalis ingår i släktet Lomaptera och familjen Cetoniidae. Inga underarter finns listade i Catalogue of Life.